# دومينيك بيترز
دومينيك بيترز (بالإنجليزية: Dominic Peters)‏ هو لاعب دوري الرغبي بريطاني، ولد في 11 ديسمبر 1978 في أكتون، لندن في المملكة المتحدة.